# 三沢飛行場

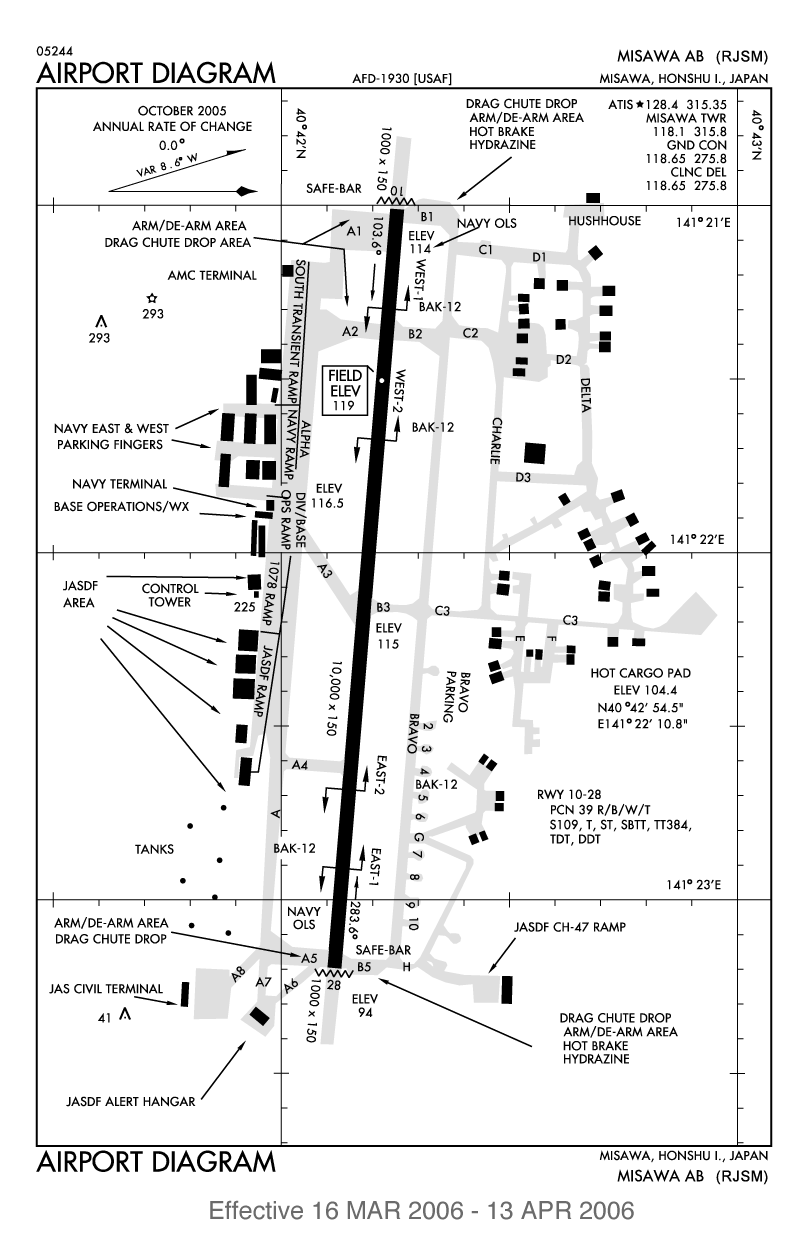
飛行場地図（米国連邦航空局）

三沢飛行場（みさわひこうじょう、英: Misawa Air Base）は、青森県三沢市大字三沢字下タ沢にある飛行場。日本で唯一のアメリカ空軍、航空自衛隊、民間航空の三者が使用する飛行場である。管理はアメリカ軍が行っている。三沢基地やベースとも呼ばれるが、一般に三沢空港として知られる。

## 概要
三沢飛行場（三沢空港）は、青森県の太平洋岸東南部にある三沢市の市街地の外れ、市域のほぼ中央に位置し（三沢市中央部までバスで約15分）、青森県東部の玄関口となる空港であり、本州の空港としては最東端に位置する。また、三沢空港は三沢市から比較的近い八戸市方面へのアクセス需要もあることから航空便の行き先案内や時刻表上において三沢（八戸）と表記されることもある。
飛行場の施設については日本政府（防衛省装備施設本部・東北防衛局三沢防衛事務所）が設置し、アメリカ軍が日米地位協定第3条に基づき管理している。民間定期便が乗り入れるために使用されているエプロン及び航空旅客ターミナルなど（民航ターミナル地域）については、国土交通省東京航空局及び民間事業者が設置と管理を行っている。国土交通省が管轄する総面積約10.7 haの民航ターミナル地域が空港である。民間航空機の駐機スポットと滑走路・誘導路との間は電動ゲートで仕切られている。
滑走路は東西に近い10/28方向に3050 mであり、滑走路の両側に2本の平行誘導路を有する。着陸帯の幅は300 mであり、計器進入に対応している。ILSは滑走路10および28に、カテゴリIが設置されている。
2002年12月1日に東北新幹線の盛岡 - 八戸間が延伸開業し、東京駅からの直通列車が運行されるようになった。運行（運航）便数の差や八戸市内へのアクセスの利便性では東北新幹線に劣るため、東京国際空港線は減便・機材の小型化（A300から新幹線開業当時はマクドネル・ダグラスのMD-81/MD-87/MD-90に変更、現在はボーイング737-800。2014年4月以降はEMBRAER170も）がされ、旅客数も約4割減少している。三沢市では、東京便4便体制復活や第2滑走路の整備を県などに求めている。
日本の民間航空会社（JAL）に与えられた発着枠は一日最大６便となっている。※休日臨時便が出る時がある。

三沢飛行場の空中写真（1975年撮影の14枚より合成作成）・

### 軍民共用空港として

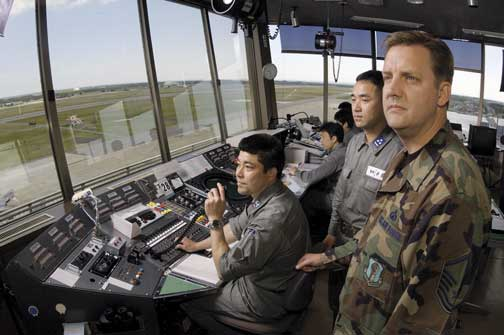
三沢飛行場管制塔内部（米空軍撮影）

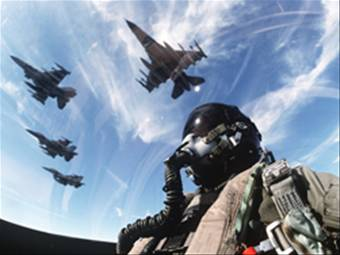
三沢基地所属のF-16部隊

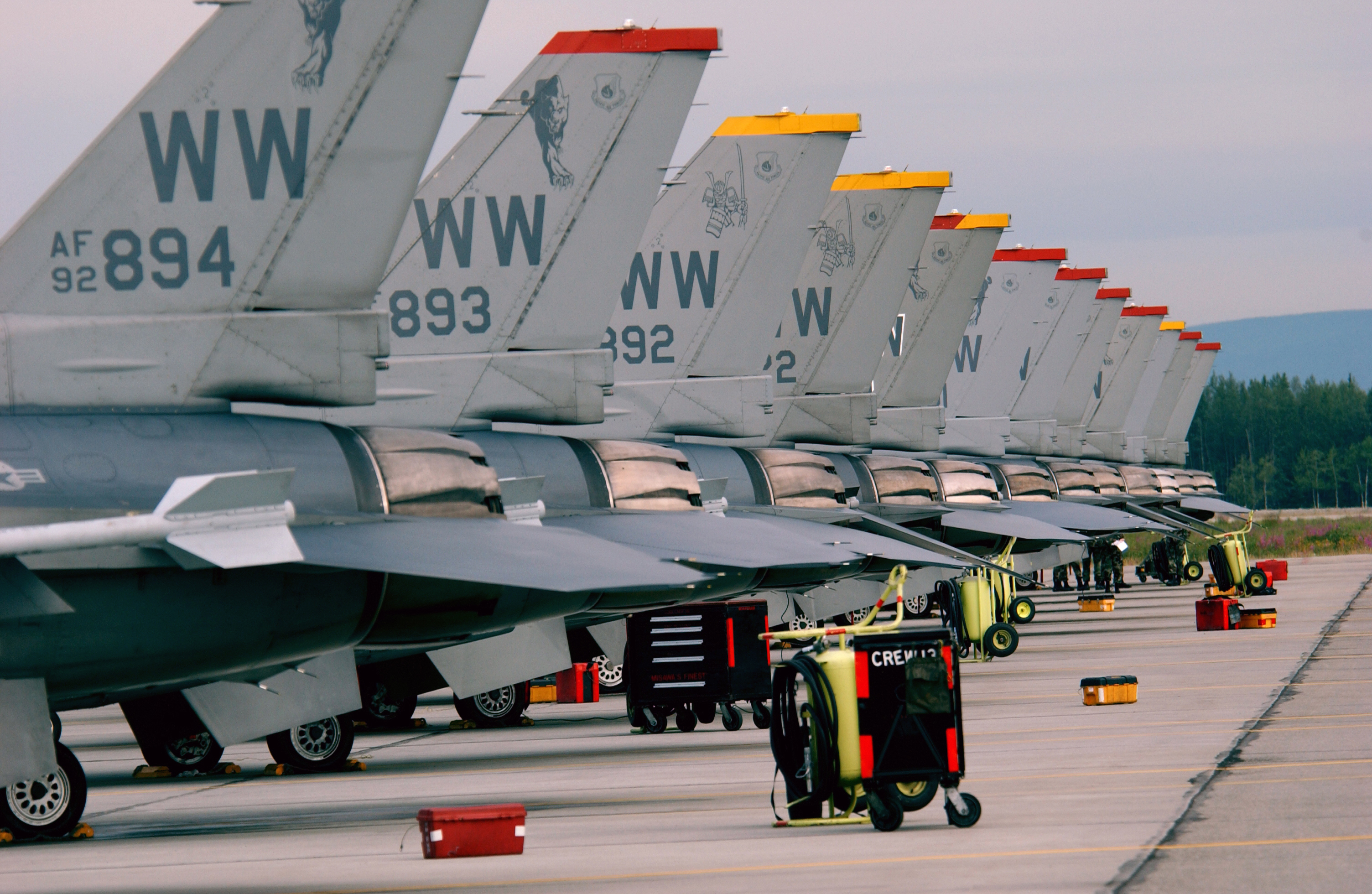
駐機中のF-16部隊

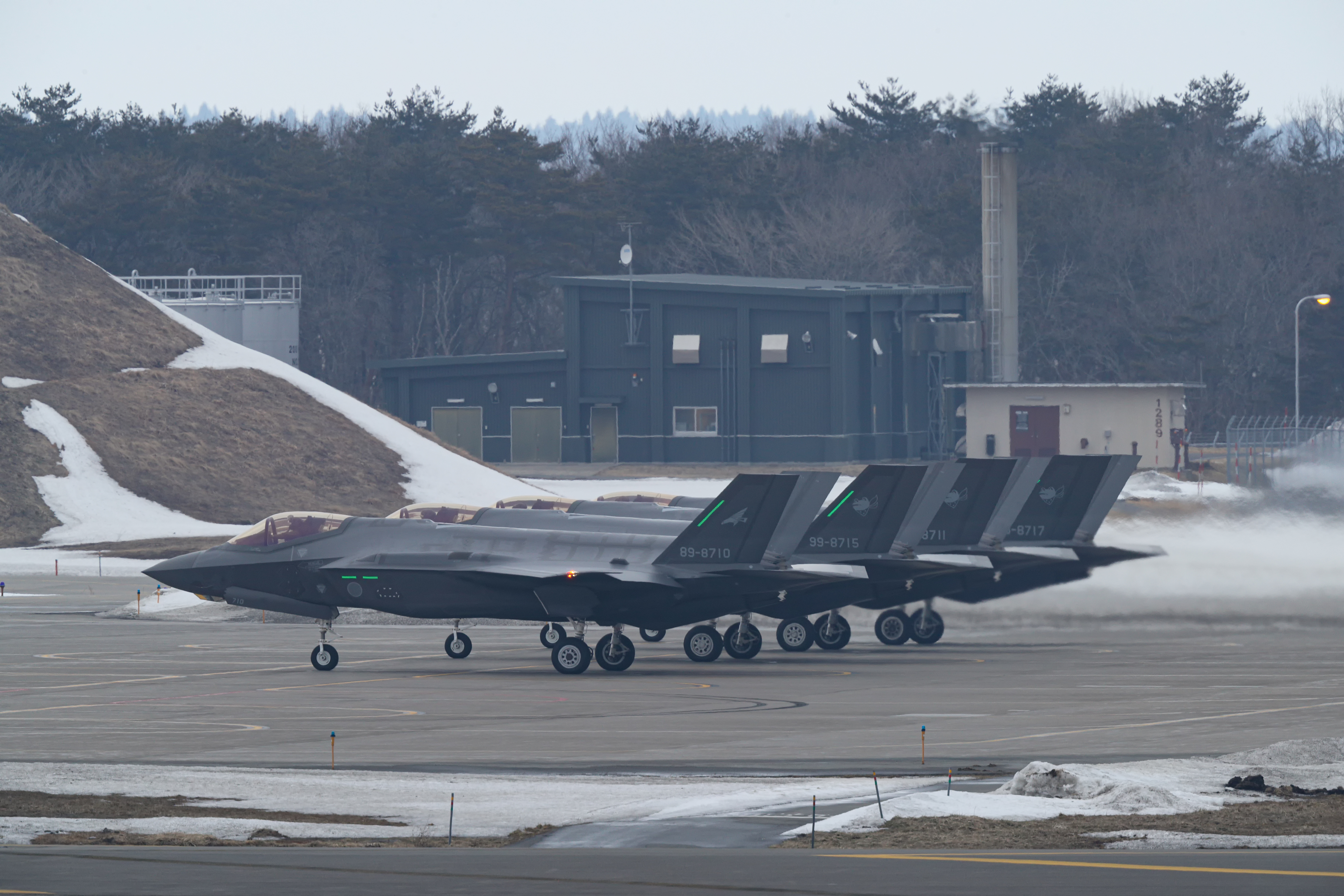
航空自衛隊のF-35A

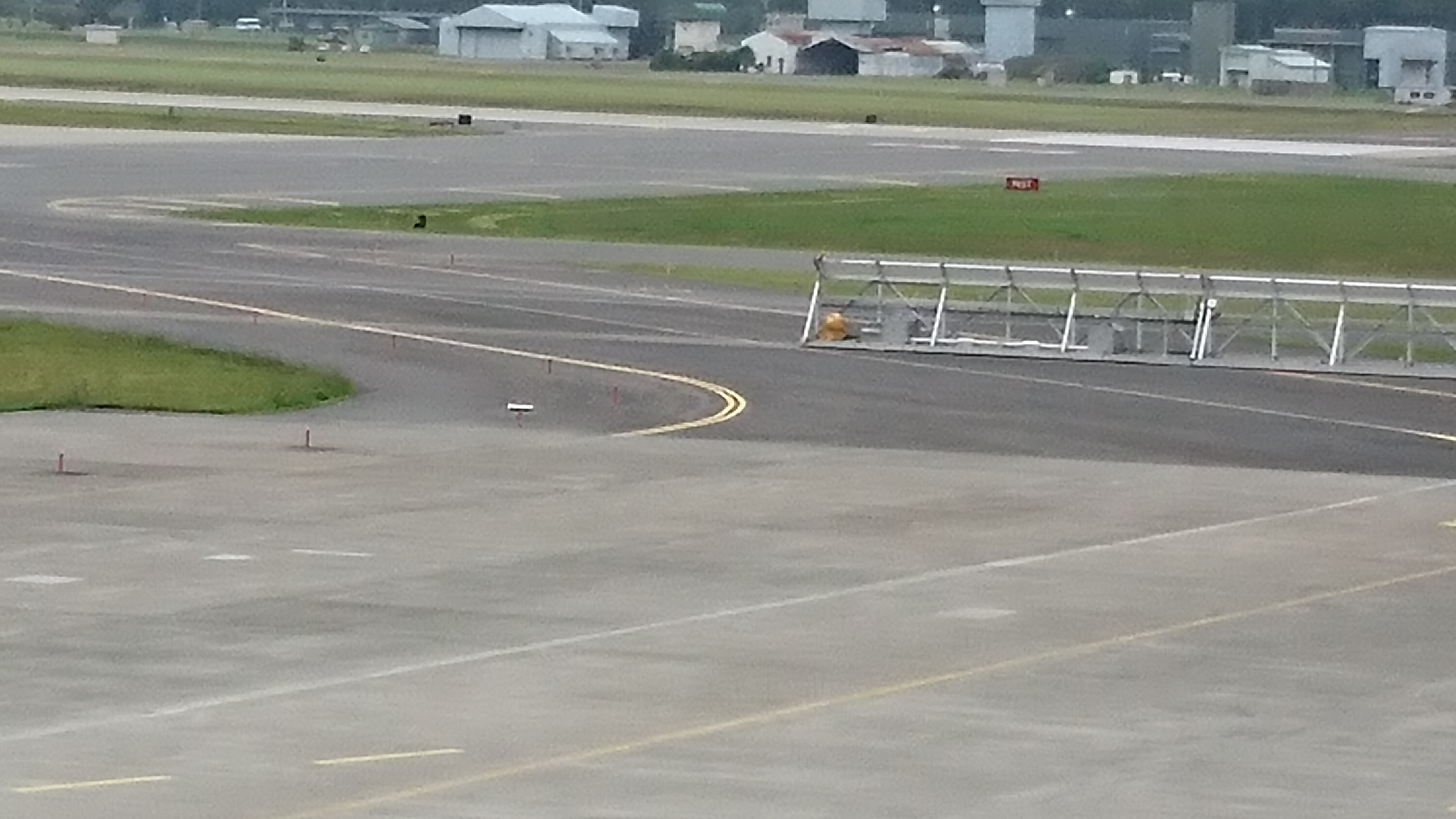
作動中の官民分離ゲート。運航される民間機の移動前後に開閉

アメリカ空軍の戦闘機部隊が駐留しており、主にロシアや北朝鮮への備えを行っている。三沢に駐留するアメリカ空軍を「北の槍」と呼称することもある。
アメリカ本土から極東にアメリカ軍機を移動させる際、通常はアラスカの基地から長駆北太平洋を横断して三沢に着陸するコースを取ることから、移動途中のアメリカ軍機の利用が多い。また、近くに三沢対地射爆撃場 (Draughon Range) や広大な訓練空域があるため、航空自衛隊や在日米軍の訓練で頻繁に使用される。
もともと軍民共用で使用されていたが1965年（昭和40年）、民間機の利用中止に伴い、民間航路は海上自衛隊航空基地八戸飛行場に移転した（同飛行場は新たに軍民共用となった）。10年後の1975年（昭和50年）、岩国飛行場に駐留していた米海軍の対潜哨戒機P-3Cが三沢に移駐することを三沢市が認める見返りとして、民間航路が八戸から三沢飛行場に再移転され、再び軍民共用として利用されている（八戸飛行場は再び軍用に戻っている）。この後、三沢飛行場には隣接して青森県立三沢航空科学館が整備された。
1985年に、極東ソ連空軍の増強に対応してアメリカ空軍のF-16戦闘機の配備が開始された。沖縄を除く日本本土では、1971年のF-4戦闘機撤収以来14年ぶりとなる空軍実戦部隊であった。
駐留するアメリカ空軍は、民間航空会社や自衛隊も使用している当空港が「混雑している」として、日本政府に第2滑走路の建設を要求しており、防衛省装備施設本部は、3,000 m滑走路の増設を想定した調査を行っている。なお、アメリカ空軍はしばしば「空港の混雑」「燃料不足」などを理由に、近隣の海上自衛隊八戸航空基地（八戸飛行場）も利用しており、地元ではそのたびに問題になっているほか、津軽海峡周辺の訓練空域で戦闘機にトラブルが発生した場合には函館空港や青森空港にも緊急着陸しており、その都度滑走路が閉鎖されるなどの影響を与えている。
なお、軍民共用という特性から、空港施設（ターミナルビル）や敷地境界付近からの飛行機などの撮影には制約が多い。

## 統計

### 利用者数
元のウィキデータクエリを参照してください.
近年の旅客数は東北新幹線の競合とされる影響から減少傾向にある。2013年度は、国内265,399人、国際582人。一方で、2013年には大阪・札幌・函館線が新規（または復活）就航している。

## 沿革
- 1938年（昭和13年）- 日本海軍が建設に着手[8]
- 1942年（昭和17年） - 日本海軍航空基地として開設され、三沢海軍航空隊が置かれる[8]。
- 1945年（昭和20年）
  - 9月28日 - アメリカ軍が三沢基地の武器を接収[9]。
  - 10月10日 - アメリカ軍が三沢飛行場を接収[9]。
  - 日付不明 - アメリカ軍による飛行場の拡張が行われる。
- 1952年（昭和27年）1月11日 - 日本航空の「東京～札幌線」の週上下1便が三沢に寄港する形[9]で、民間機の運航を開始する。
- 1965年（昭和40年）3月[9] - 民間機の運航を休止し、民間航路を八戸飛行場発着に移転する。
- 1971年（昭和46年）7月 - アメリカ軍から航空自衛隊に管制権を移管する[10]。
- 1975年（昭和50年）5月10日 - 民間機の運航を再開する（東亜国内航空のDC9による1日2便の運航）[9]。
- 1977年（昭和52年）
  - 2月 - 民間用ターミナルビルを運営する「三沢空港ターミナル」が設立される。
  - 9月13日 - 民間用ターミナルビルの供用を開始する[11]。
- 1978年（昭和53年）3月31日 - 小牧基地から第3航空団が移動[9]。
- 1983年（昭和58年）10月1日 - 青森地方気象台三沢空港出張所開設[9]。
- 1985年（昭和60年）
  - 4月2日 - アメリカ空軍の実戦部隊配備再開[9]。
  - 4月17日 - 民間用ターミナルビルの移転・新築が行われ、ターミナルビル開業[9]。
- 1989年（平成元年）10月2日 - 自衛隊三沢病院が開設[12]される。
- 1993年（平成5年）4月28日 - 伊丹便の運航開始。[13]
- 1996年（平成8年）
  - 3月15日 - 関空便の運航開始[9]。
  - 12月1日 - 関空便が、週3往復に減便[9]。
- 1997年（平成9年）1月8日 - 関空便が運休される[9]。
- 2002年（平成14年）12月1日 - 羽田便が4往復から3往復に減便、機体もエアバスA300からMD87に変更される[9]。
- 2007年（平成19年）
  - 10月1日 - 新千歳便が休止される。
  - 11月6日 - JTAGSを設置する。
- 2010年（平成22年）10月31日 - 伊丹便が休止される。
- 2013年（平成25年）
  - 3月31日 - 伊丹便が再開される[14]。ただし、使用機材は、休止前のMD-90(座席定員150名)ではなく、全長が15m以上短く、座席定員が半分の76名のエンブラエル170型機となる[15]。
  - 7月1日 - 北海道エアシステム（HAC）により丘珠便の運航が開始される[16]。
  - 8月1日 - HACにより函館便の運航開始される[17]。
  - 11月30日 - HACの函館便が運休。
- 2014年（平成26年）
  - 4月26日 - HACの函館便が運航再開。
  - 8月1日 - 第3航空団飛行群隷下の航空支援隊が航空戦術教導団隷下へ隷属換え。
- 2016年（平成28年）7月20日 - 8月11日までの23日間、米軍による滑走路改修工事のため、民間航空機が全便運休となる。 この間、東京羽田便と大阪伊丹便の一部便は、青森空港へ振替される[18][19]。
- 2017年（平成29年）5月11日 - 7月4日までの55日間、前年夏の時と同じく、米軍による滑走路改修工事のため、民間航空機が全便運休となる。 この間、東京羽田便と大阪伊丹便の一部便は、青森空港へ振替される[20][21]。
- 2018年 （平成30年）1月26日 - 航空自衛隊向けのF-35Aの6号機（AX-6）が三菱重工業名古屋航空宇宙システム製作所小牧南工場がある名古屋飛行場から到着、第3航空団飛行群臨時飛行隊付として配備された。
- 2019年（平成31年）3月16日 - 第3航空団飛行群臨時飛行隊が302飛行隊として12機のF-35Aを持って発足、今後は順次数を増やして20機体制とする予定。
- 2020年（令和2年）5月16日 - 新型コロナウイルス感染症（COVID-19）流行拡大の影響により、同日から31日まで、民間航空便が全て運休となる[22]。
- 2021年（令和3年）
  - 3月18日 - 自衛隊向けのRQ-4無人偵察機を受け入れる部隊として臨時偵察航空隊を新編[23]。
  - 期日不明 - 航空支援隊が築城基地に移動。
- 2022年（令和4年）
  - 3月17日 - 自衛隊入間病院（入間基地）開設に伴い、自衛隊三沢病院を廃止し、診療所に縮小[24][25][26]。
  - 12月15日：臨時偵察航空隊が偵察航空隊に改編[27][28]。
- 2023年（令和5年）3月16日 - 第3高射群・第6高射群を廃止し、北部高射群に再編。三沢基地に群本部を設置。

## 航空自衛隊三沢基地

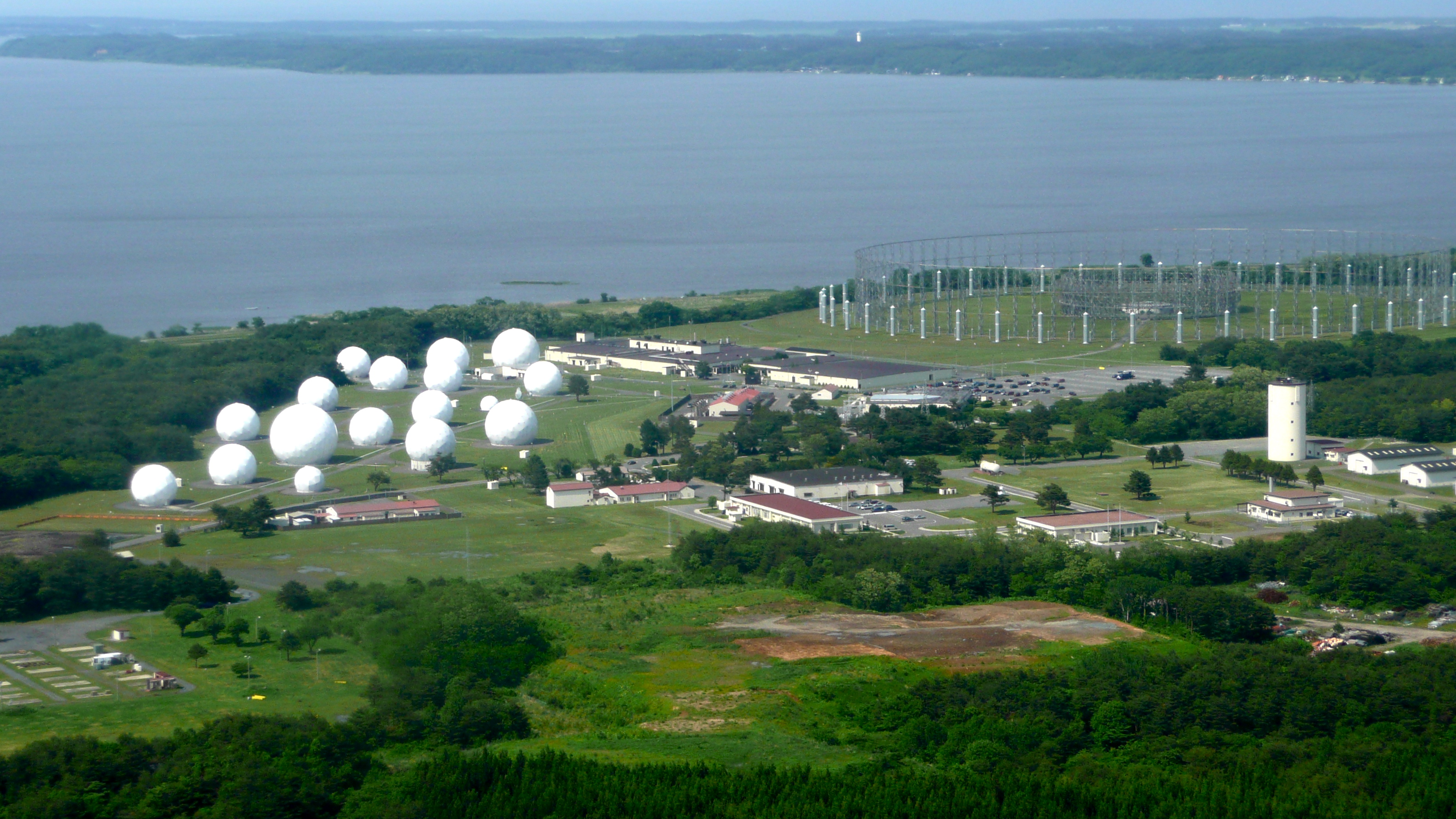
姉沼通信所（2009年6月）

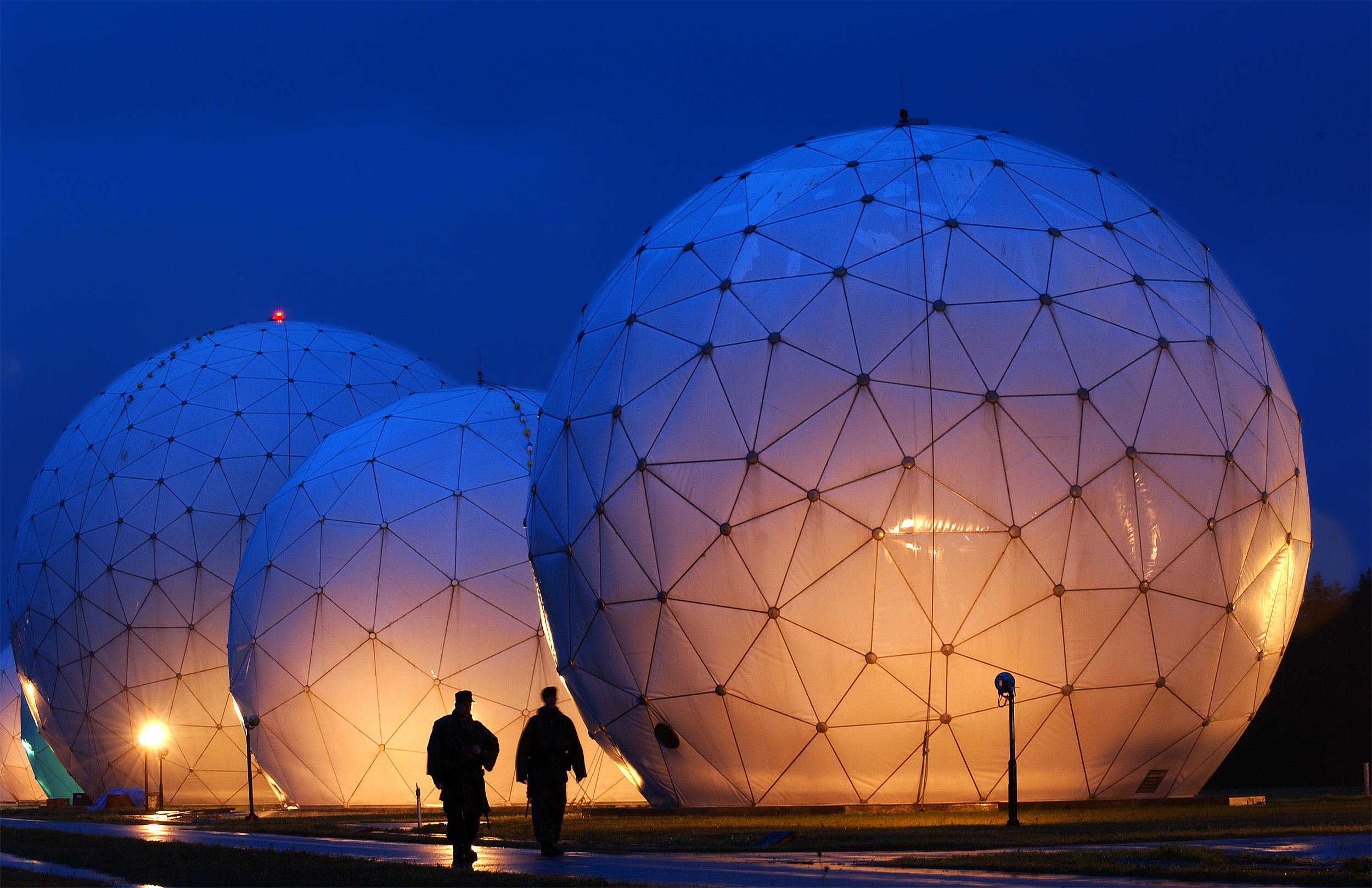
三沢暗号作戦センターのレーダードーム（米海軍撮影）

航空自衛隊では三沢基地と呼称し、基地司令は航空自衛隊第3航空団司令が兼務する。
北部航空方面隊隷下
- 北部航空方面隊司令部
- 第3航空団
  - 飛行群
    - 第301飛行隊 - F-35A・T-4を運用。
    - 第302飛行隊 - F-35A・T-4を運用。
    - 北部航空方面隊支援飛行班 - T-4を運用。

  - 整備補給群
  - 基地業務群
- 北部航空警戒管制団
- 北部高射群
- 北部航空施設隊
- 北部航空音楽隊

航空総隊直轄
- （警戒航空団）
  - 飛行警戒監視群 - E-2Cを運用。
    - 第601飛行隊

  - 第1整備群
- （航空救難団）
  - 三沢ヘリコプター空輸隊 - CH-47J(LR)を飛行群本部にて運用。
- 偵察航空隊

航空支援集団隷下
- （航空保安管制群）三沢管制隊
- （航空気象群）三沢気象隊

防衛大臣直轄
- （航空警務隊）三沢地方警務隊

## アメリカ空軍第35戦闘航空団

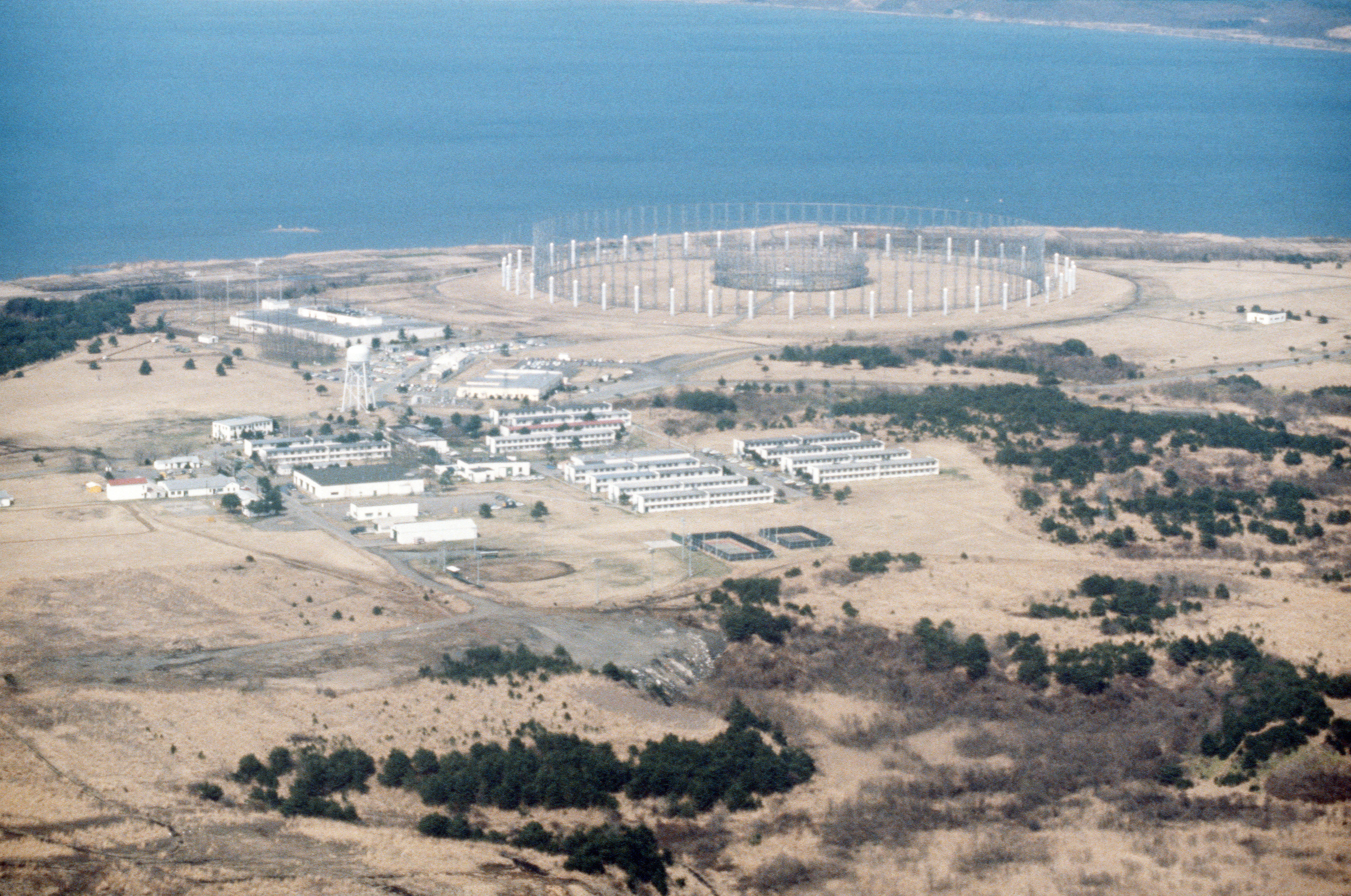
象の檻(AN/FLR-9) 1980年

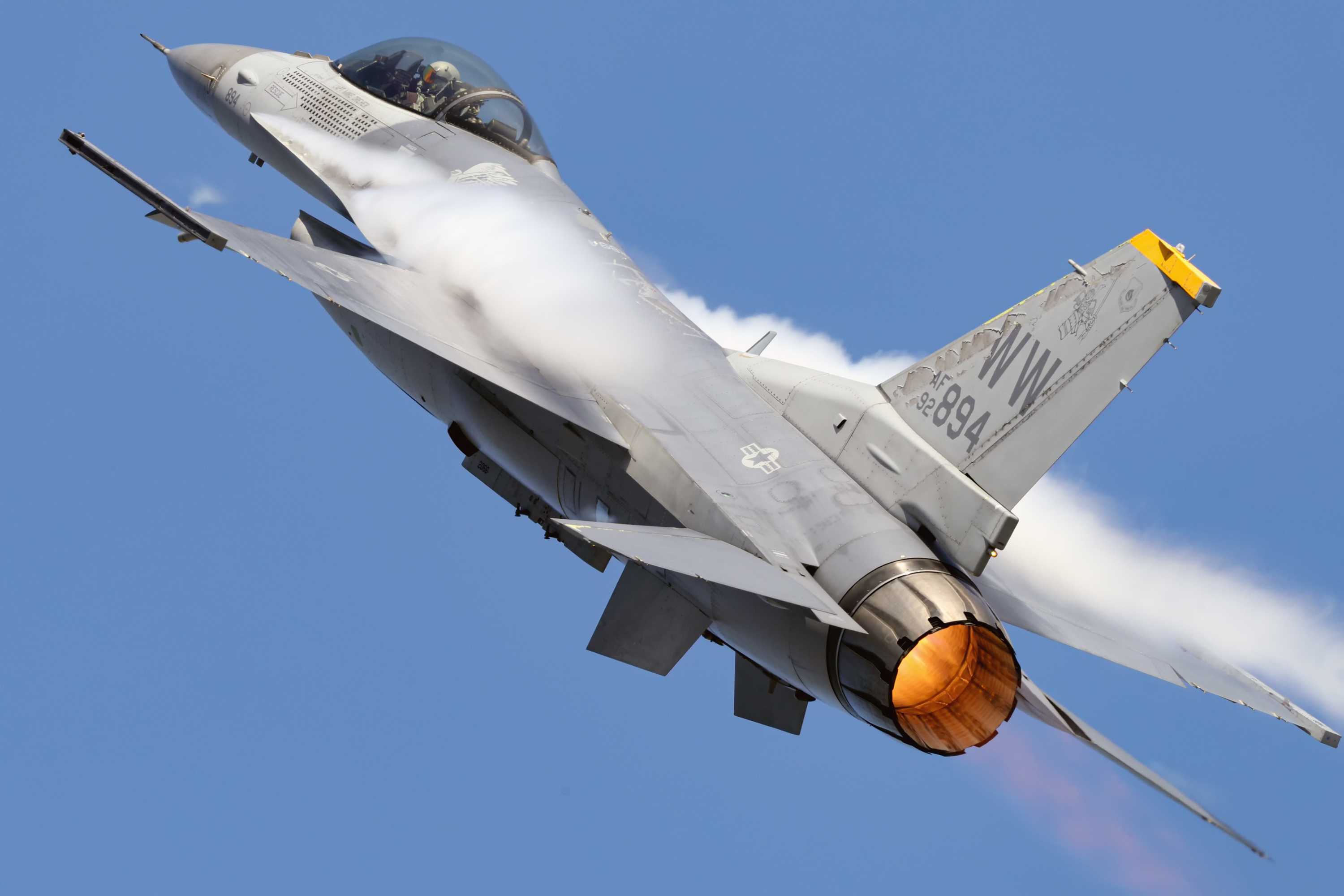
機動飛行を行う第35戦闘航空団 第14戦闘飛行隊 所属のF-16C

第35運用群 - 35th Operations Group
- 第13戦闘飛行隊 13th Fighter Squadron "Panthers" - F-16CJ/DJ ブロック50を装備。空対空、空対地、敵防空網制圧 (SEAD) 任務に従事。
- 第14戦闘飛行隊 14th Fighter Squadron "Samurais" - F-16CJ/DJ ブロック50を装備。空対空、空対地、敵防空網制圧 (SEAD) 任務に従事。

敵防空網制圧 (SEAD) を主任務としたアメリカ空軍第5空軍第35戦闘航空団 (35th Fighter Wing) が1994年10月1日より駐留。F-16C/Dを使用。対潜哨戒・電子情報偵察などを任務とするアメリカ海軍の飛行隊も駐留している。
近くの姉沼の畔には、姉沼通信所（三沢安全保障作戦センター (MSOC) 、旧三沢暗号作戦センター、通称セキュリティー・ヒル）があり、アメリカ空軍の電子保安中隊が管理し、アメリカ軍とアメリカ国家安全保障局 (NSA) が使用している。直径450 m、高さ36 mにも及ぶ世界最大級の外周を持つ「象の檻」（AN/FLR-9, Wullenweberアンテナ, 2014～2015年に解体）があり、日本の周辺国の通信の傍受を行っていた。また、姉沼通信所、飛行場、対地射爆撃場内には多くのレドームが点在し、米国の軍事衛星との交信や軍事衛星通信の傍受、受動型マイクロ波レーダーにより人工衛星を追跡している。欧州連合や専門家は、これらの一部が、インテルサットなど民間衛星通信の傍受にも用いられ、アングロ・サクソン諸国の世界的通信傍受ネットワーク「エシュロン」に関わっている可能性を指摘している。アメリカ合衆国連邦政府は「エシュロン」の存在自体を認めていない。
八戸市には、八戸貯油施設があり、タンク8個に、三沢飛行場で使用する航空燃料8万バレルを貯蔵している。航空燃料は、パイプラインを使って八戸貯油施設から三沢飛行場まで直接運ばれる。2006年6月までは本八戸駅から三沢駅まで八戸線・東北線を経由し、三沢駅から基地までの専用線を経てのジェット燃料輸送貨物列車（米タン）が不定期ながらも設定されていたが、同月廃止された。
つがる市車力地区の航空自衛隊車力分屯基地内に設置・運用されているアメリカ軍の弾道ミサイル早期警戒レーダー「Xバンドレーダー」は、2006年6月に三沢基地から搬入された。三沢基地がレーダー運用の後方支援の拠点となる可能性も指摘されている。
基地内にAFNMisawa放送局がある。1575 kHz（600 W）で三沢市周辺でもAMラジオ放送の聴取が可能。
米軍の福利厚生施設として飲食店やスーパーマーケット、映画館などの他、ジムや大型の体育館が基地内に併設されており、映画館やスーパーマーケットは米軍関係者の同伴が必要だが、飲食店やジムは一部を除き自衛隊関係者のみでの利用が可能である。
基地内に自衛隊及び米軍関係者のみが利用できる移動売店が存在しており、いわゆるアメリカンサイズと呼ばれる大きめのジュース、菓子類の他、サンドイッチなどの軽食を買うことが出来る。
アメリカ軍三沢基地報道部によると、F-16戦闘機12機と整備要員100人が2007年1月16日、イラク戦争に出動。中東地域の対テロ作戦に参加し、同年10月に帰還した。イラク出動中の2007年8月12日に同部隊のF-16戦闘機4機がイラクから直接アフガニスタン東部の反政府武装勢力タリバンの拠点を夜間に精密誘導爆弾で攻撃する作戦を行なったことがわかった。この作戦は13回にわたって空中給油を受け往復約6800 km、6カ国の上空を通過する11時間に及ぶ小型の戦闘機としては異例の長距離飛行で、このことは日本の駐留部隊が米空軍の世界戦略である「グローバル・ストライク・システムズ（全地球規模での長距離先制攻撃）」の役割を担っていることの証明であるとされる。
2007年11月6日には、ミサイル防衛システムの地上構成要素である、アメリカ軍の早期警戒衛星からの情報を受信する設備JTAGS(Joint Tactical Ground Station)が設置された。2014年5月30日、三沢基地に配備される米軍グローバルホークの機体が公開された。
2018年2月、三沢基地所属のF16戦闘機が離陸直後に燃料タンク2個を東北町の小川原湖に投棄した事故で、2018年11月20日、エンジンに誤って取り付けられた旧式の部品が破損し、エンジンから発火したことが原因とする事故調査委員会の調査結果が公表された。
2024年7月、三沢基地に配備されているF-16C/D戦闘機36機をF-35A戦闘機48機で置き換えると報道された。

### 航空祭（航空ショー）

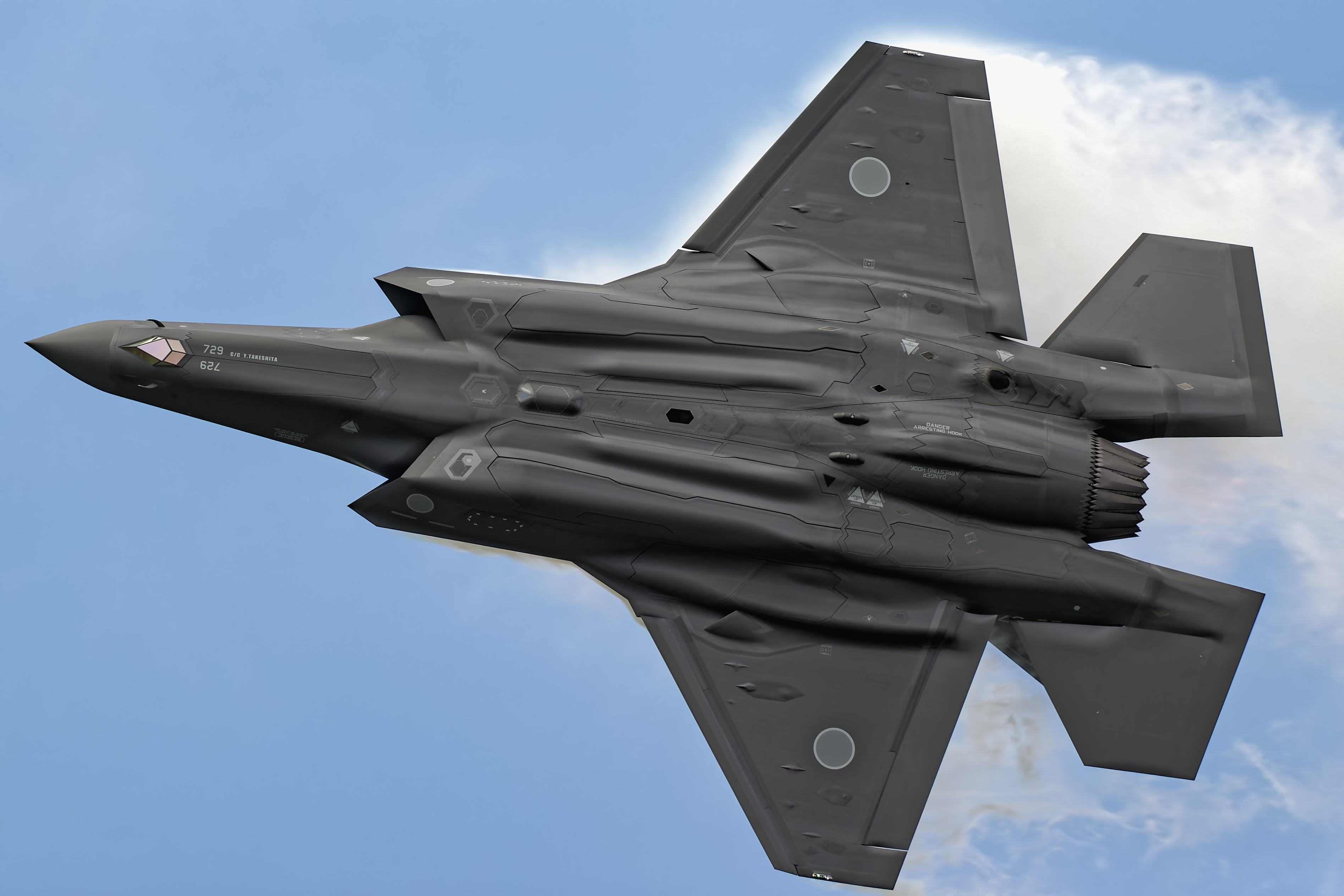
航空祭で機動飛行を行う第301飛行隊のF-35A

毎年初秋の9月ごろに航空祭を実施され、三沢基地所属機による展示飛行、「ブルーインパルス」の展示飛行の他に、他基地からの外来機の地上展示、各種イベントなどが実施される。
1994年は35年ぶりの来日となるアメリカ空軍曲技飛行チーム「サンダーバーズ」の『西太平洋ツアー』に合わせ、当初9月15日であった開催予定を早め8月10日水曜日に実施、「ブルーインパルス」と「サンダーバーズ」が初共演した。
2004年の『西太平洋ツアー』で来日した「サンダーバーズ」は三沢基地を日本拠点として、百里、浜松へ展開したが、悪天候でフライトディスプレイはキャンセルされ、三沢でも航空祭とは別にフライトディスプレイの予定があったがこちらも悪天候でキャンセルされた。
2009年は10月18日に開催され、「サンダーバーズ」が『西太平洋・東アジアツアー』の一環でフライトディスプレイ（展示飛行）を行った。

## 三沢空港

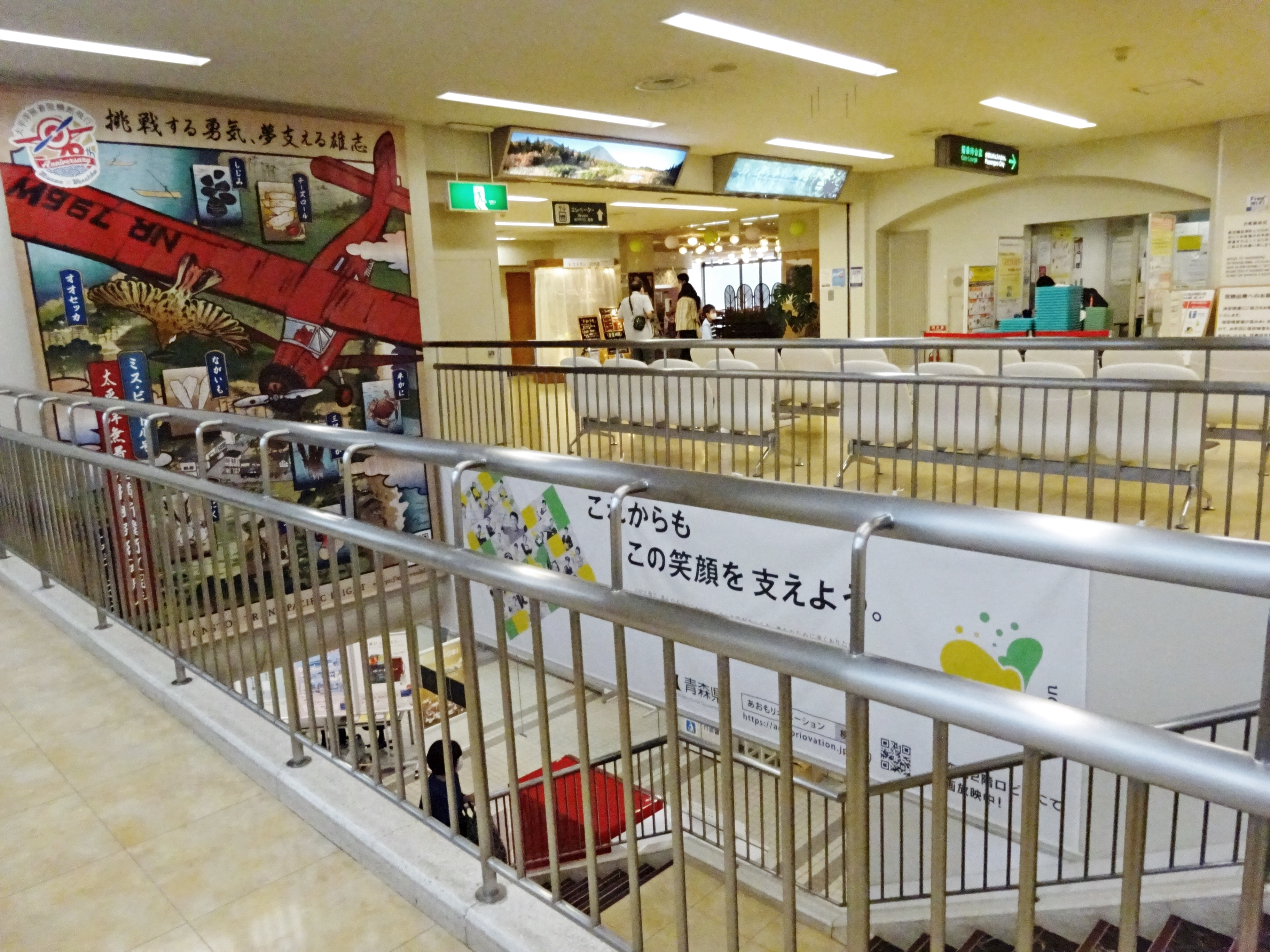
空港ビル内

空港ターミナルビルは、滑走路南東側の民航用エプロンに接して1棟あり、地上3階建て。内部は国内線の設備のみ備えている。ボーディングブリッジは1基を備える。自治体および運航会社と三八五企業グループなどの地元企業が出資する「三沢空港ターミナル株式会社」が運営している。
- 1階 - 航空会社カウンター、到着ロビー
- 2階 - 出発ロビー、搭乗待合室
- 3階 - 送迎デッキ（有料）

駐車場は、500台分止められる無料駐車場がある。かつては有料だったが、平成27年4月より無料化された。

### 現在の就航地
| 航空会社       | 就航地                          |
| -------------- | ------------------------------- |
| 日本航空 (JAL) | 東京/羽田、大阪/伊丹、札幌/丘珠 |

### 過去の就航地
| 航空会社           | 就航地                       |
| ------------------ | ---------------------------- |
| 日本航空（JAL）    | 札幌/新千歳、仙台、大阪/関西 |
| 北海道エアシステム | 函館                         |

## 交通
- 十和田観光電鉄（十鉄バス）
  - 八戸八日町発着便（三沢駅・本八戸駅経由）
  - 三沢コミュニティ・バス（「空港温泉前」バス停下車、徒歩すぐ）
  - 三沢コミュニティ/十鉄バス(「空港前通」バス停下車、徒歩約5分）